# Севиршин
Севиршин (рум. Săvârșin) — село у повіті Арад в Румунії. Адміністративний центр комуни Севиршин.
Село розташоване на відстані 349 км на північний захід від Бухареста, 72 км на схід від Арада, 134 км на південний захід від Клуж-Напоки, 82 км на схід від Тімішоари.

## Населення
За даними перепису населення 2002 року у селі проживали 1470 осіб.
Національний склад населення села:
| Національність | Кількість осіб | Відсоток |
| -------------- | -------------- | -------- |
| румуни         | 1432           | 97,4%    |
| угорці         | 25             | 1,7%     |
| німці          | 9              | 0,6%     |

Рідною мовою назвали:
| Мова      | Кількість осіб | Відсоток |
| --------- | -------------- | -------- |
| румунська | 1438           | 97,8%    |
| угорська  | 21             | 1,4%     |
| німецька  | 8              | 0,5%     |